# Jasper (Texas)
Jasper es una ciudad ubicada en el condado de Jasper en el estado estadounidense de Texas. En el Censo de 2010 tenía una población de 7.590 habitantes y una densidad poblacional de 280,22 personas por km².

## Geografía
Jasper se encuentra ubicada en las coordenadas 30°55′22″N 93°59′36″O / 30.92278, -93.99333. Según la Oficina del Censo de los Estados Unidos, Jasper tiene una superficie total de 27.09 km², de la cual 27.05 km² corresponden a tierra firme y (0.11%) 0.03 km² es agua.

## Demografía
Según el censo de 2010, había 7.590 personas residiendo en Jasper. La densidad de población era de 280,22 hab./km². De los 7.590 habitantes, Jasper estaba compuesto por el 45.76% blancos, el 44.43% eran afroamericanos, el 0.37% eran amerindios, el 1.46% eran asiáticos, el 0% eran isleños del Pacífico, el 6.03% eran de otras razas y el 1.95% pertenecían a dos o más razas. Del total de la población el 10.83% eran hispanos o latinos de cualquier raza.